# Cacioricotta pugliese

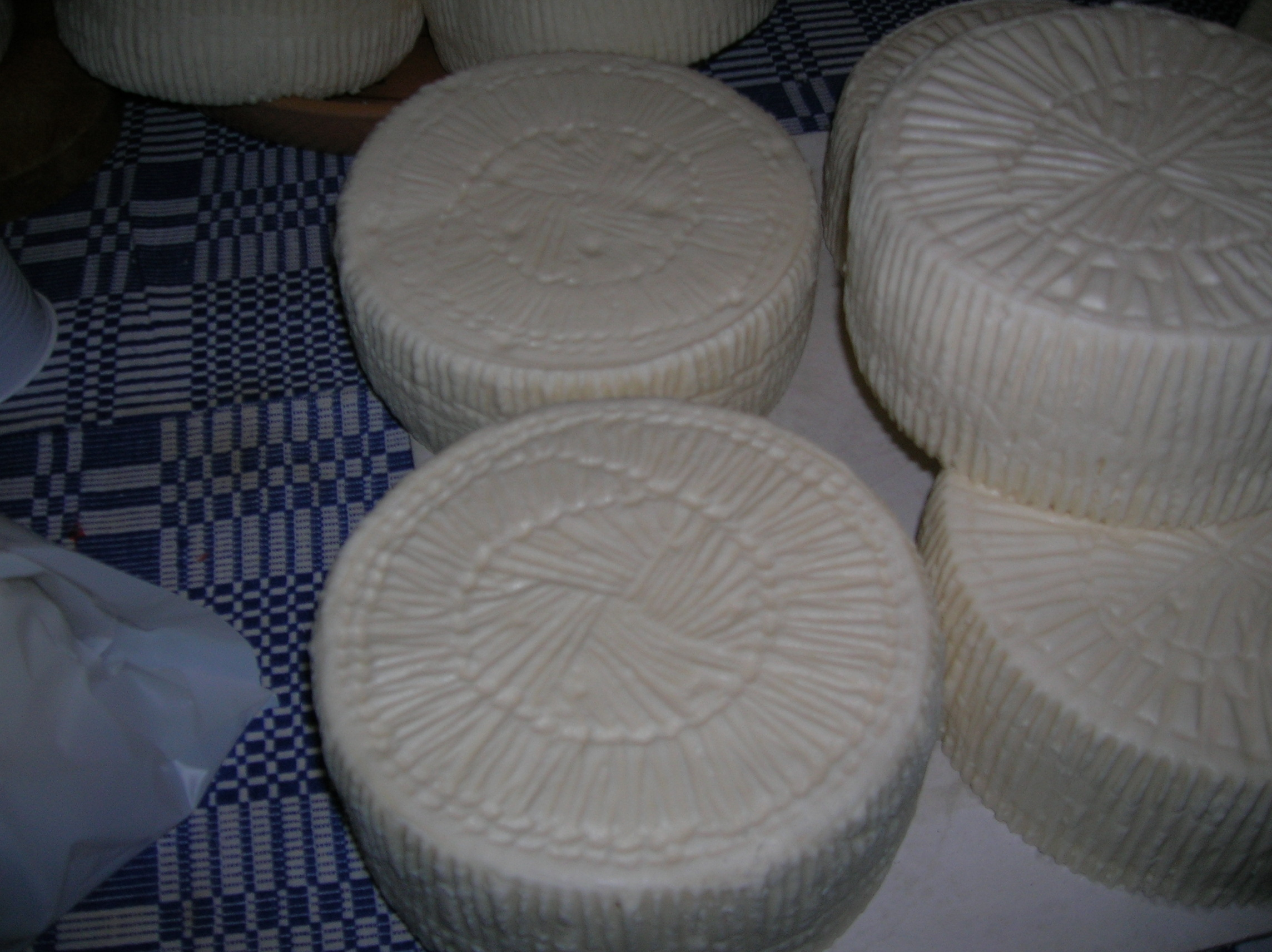
Casurecotta.

El cacioricotta (en dialecto casurecotta o cacjrëcott) es un queso italiano, concretamente de la región de Apulia, de producción estacional (primavera-verano) obtenido con una técnica de elaboración mixta de queso y ricotta (requesón).
La leche entera y de acidez natural, de oveja y cabra criadas en pastos, se lleva casi a ebullición, enfriándose entonces y coagulándola con cuajo de cabrito. La cuajada se rompe finamente a granos del tamaño del arroz y se pone a enfriar en canastas.
En este punto la pieza, que tiene un diámetro de unos 10 cm, una altura de 4–7 cm y un peso de 0,5–1 cm, se sala en frío.
El queso se consume fresco, con una maduración rápida (2–3 días) o curado, con un añejamiento medio (2–3 meses). En el primer caso se presenta como un producto de pasta tierna, uniforme, de color blanco y un sabor predominantemente frutal. Cuando es curado, se presenta con pasta semidura, ligeramente agujereada, de color amarillo pálido.
Se usa tanto como queso de mesa como para rallar.
La alimentación de los animales que proveen la leche es esencial para la definición de las características organolépticas del cacioricotta. En efecto, la presencia a finales de la primavera y en el verano de hierba seca da un sabor más fuerte a la leche y por tanto al queso, a pesar de la disminución en la producción de leche.